# Marcopolo (entreprise)
 (mars 2025).
Si vous disposez d'ouvrages ou d'articles de référence ou si vous connaissez des sites web de qualité traitant du thème abordé ici, merci de compléter l'article en donnant les références utiles à sa vérifiabilité et en les liant à la section « Notes et références ».
Pour les articles homonymes, voir Marcopolo et Marco Polo (homonymie).
Marcopolo S.A. (BM&F Bovespa:POMO3 / POMO4) est un fabricant d'autobus et de cars brésilien, fondé le 6 août 1949, dans la ville de Caxias do Sul, dans l'État du Rio Grande do Sul, dans le Sud du Brésil. La société fabrique les carrosseries de toutes une gamme de cars, comprenant des microbus, des véhicules interurbains, et des autocars de tourisme. Marcopolo produit plus de la moitié de toutes les carrosseries de bus faites au Brésil, et exporte ses véhicules dans plus de 60 pays.
À l'heure actuelle, Marcopolo possède quatre usines au Brésil (parmi lesquels Volare), ainsi que des usines en Argentine, en Colombie, au Mexique, et en Afrique du Sud, outre la technologie qui va être transférée en Chine. Une coentreprise a d'autre part été récemment annoncée avec Tata Motors, pour prendre pied sur le marché indien. Marcopolo a fermé son usine au Portugal en septembre 2009.

## Histoire
Le 6 août 1949, les frères Nicola - Dorval Antônio, Nelson, João et Doracy Luiz - ouvrent les portes de Nicola & Cia, un petit atelier de métallisation et de peinture de cabines de camions. 1952, le premier corps métallique a été produit, puis le premier châssis fabriqué au Brésil.
En 1968, le nom a été changé par Marcopolo, du nom du célèbre voyageur vénitien. Le succès a été tel que le nom est devenu la raison sociale de la société. En 1969, la société a acquis Carrocerias Eliziário, de Porto Alegre. En 1971, il a été renommé Marcopolo S.A. Carrocerias et Ônibus. En 1992, il a été rebaptisé Marcopolo S.A.